# Lütschine
Die Lütschine (auch: Vereinigte Lütschine) ist ein alleine 9,2 km und zusammen mit der Schwarzen Lütschine 29,8 km langer Fluss im Berner Oberland in der Schweiz. Sie ist ein südlicher und linker Zufluss des Brienzersees und damit indirekt auch der Aare. Die Lütschine hat zusammen mit dem Lombach durch Geschiebe das Bödeli gebildet, welches den Thunersee vom Brienzersee trennt.

## Name
Erstmals schriftlich erwähnt wird der Fluss 1252 als fluvius … Lischina.
Der Name Lütschine stammt vom keltischen Namen leucos, leuca, was „weiss“ oder „hell, glänzend“ bedeutet. Damit ist der Name „Weisse Lütschine“, den verwirrenderweise zwei Flüsse im System der Lütschinen tragen, wortgeschichtlich betrachtet ein Pleonasmus. Der Namensforscher Albrecht Greule leitet den Namen vom althochdeutschen Wort lisca für „auf nassem Boden wachsendes Gras, Riedgras“ ab.

## Geographie

### Quellflüsse
Weisse Lütschine

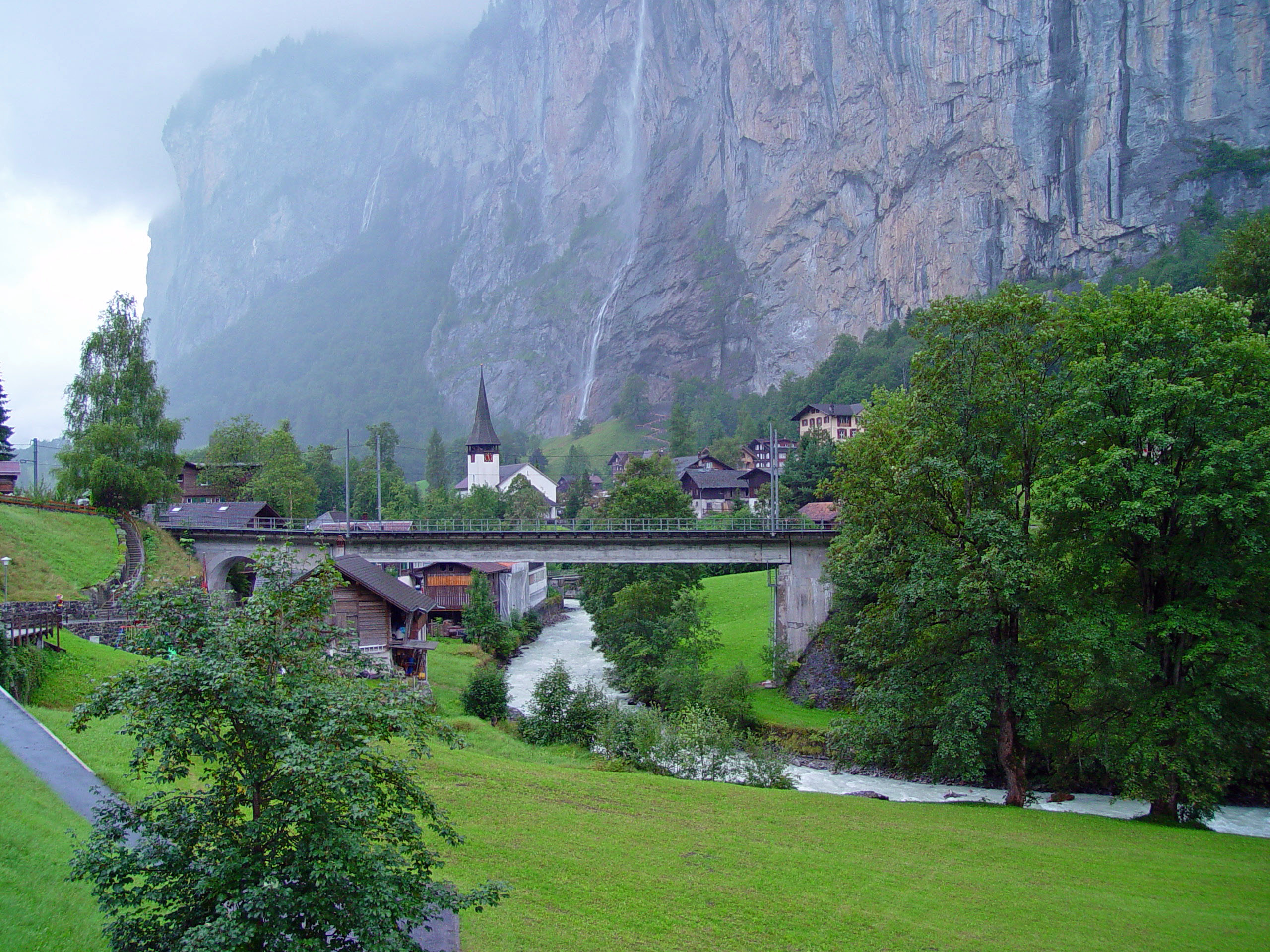
Die Weisse Lütschine bei Lauterbrunnen, flussaufwärts

Die Weisse Lütschine aus dem Lauterbrunnental ist der 19,4 Kilometer lange, linke und südliche Quellfluss der Lütschine.
Sie bildet mit ihrem Oberlauf, der Tschingel-Litschina, den Ablauf des Tschingelfirns. Sie hat mehrere Seitenbäche, die in hohen Wasserfällen über die steilen Felswände ins Lauterbrunnental stürzen, darunter der Staubbachfall, die Trümmelbachfälle und der Schmadribachfall. Der Mürrenbachfall gilt mit 417 Meter Fallhöhe als höchster Wasserfall der Schweiz.
Schliesslich vereinigt sich die Weisse Lütschine bei Zweilütschinen auf einer Höhe von 646 m ü. M. mit der von Osten zufliessenden Schwarzen Lütschine zur (Vereinigten) Lütschine.
Schwarze Lütschine

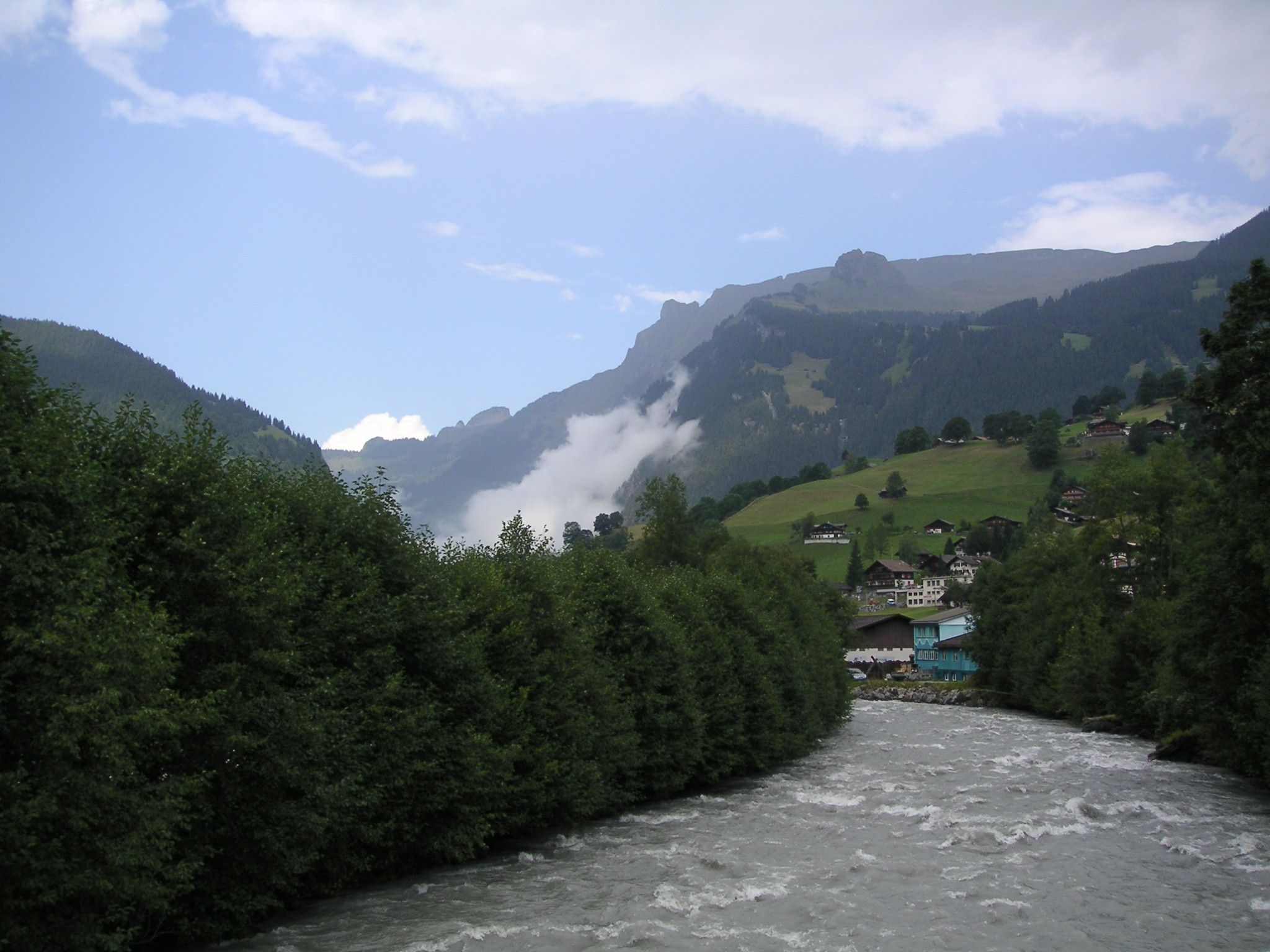
Die Schwarze Lütschine in Grindelwald

Die Schwarze Lütschine aus Grindelwald ist der 20,6 Kilometer lange rechte und östliche Quellfluss der Lütschine.
Sie entwässert den Oberen Grindelwaldgletscher und den Unteren Grindelwaldgletscher. Der 2,7 Kilometer kurze Abfluss des letzteren heisst wiederum Weisse Lütschine (Gewässerlaufnummer 5709) und mündet im Talboden unterhalb von Grindelwald in die Schwarze Lütschine. Oberhalb dieses Zusammenflusses klassifiziert das Schweizer Bundesamt für Umwelt die Schwarze Lütschine als Bach, die kurze Weisse Lütschine hingegen als Fluss.
Bei Zweilütschinen fliesst die Schwarze Lütschine schliesslich mit der von Süden kommenden Weissen Lütschine zusammen.

### Weiterer Verlauf

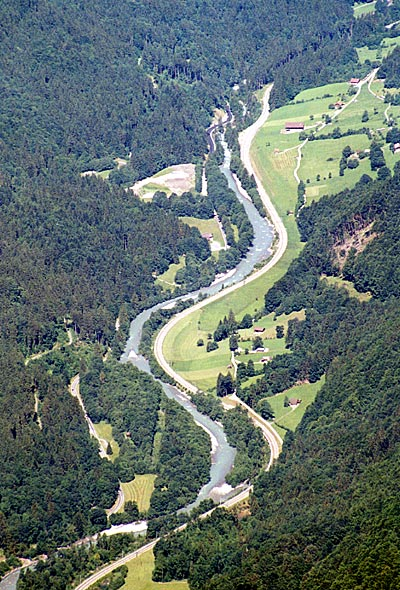
Die Lütschine unterhalb Zweilütschinen

Von Zweilütschinen fliesst der nunmehr vereinigte Fluss zunächst in nordwestlicher Richtung durch das enge Lütschinental und wird dabei unterwegs zuerst auf seiner rechten Seite vom Riedgraben, dann auf der linken vom Sylergraben und danach wiederum auf der rechten vom Rufigraben gespeist.
Die Lütschine erreicht nun Gsteigwiler, umfliesst den höher gelegenen Ort im Westen und wendet danach ihre Laufrichtung nach Nordosten. Am Ortseingang von Wilderswil wird sie auf ihrer linken Seite von ihrem längsten Zufluss, dem aus dem Saxettal aus Südwesten kommenden Saxetbach verstärkt. Danach fliesst sie östlich an Wilderswil und der Kirche Gsteig vorbei.
Sie läuft dann über das Bödeli weiter nach Bönigen, wo sie schliesslich auf einer Höhe von  646 m ü. M. in den Brienzersee mündet.
Ihr etwa 9,2 km langer Lauf endet zirka 82 Höhenmeter unterhalb des Zusammenflusses ihrer Quellflüsse, sie hat somit ein mittleres Sohlgefälle von ungefähr 8,9 ‰.

### Einzugsgebiet
Das  386 km² grosse Einzugsgebiet der Lütschine liegt in den Berner Alpen und wird über die Aare und den Rhein zur Nordsee entwässert.
Es besteht zu 21,6 % aus bestockter Fläche, zu 27,1 % aus Landwirtschaftsfläche, zu 1,7 % aus Siedlungsfläche, zu 18,6 % aus Gletscher/Firn, zu 0,6 % aus Gewässerfläche und zu 30,3 % aus unproduktiven Flächen.
Die Flächenverteilung
Die mittlere Höhe des Einzugsgebietes beträgt 2044 m ü. M., die minimale Höhe liegt bei 564 m ü. M. und die maximale Höhe bei 4088 m ü. M.

### Zuflüsse
Zuflüsse vom Zusammenfluss bis zur Mündung mit Namen, orographischer Richtungsangabe, Länge in Kilometer, Einzugsgebiet in km², Mündungsort und Mündungshöhe. Die Namen der Bäche stammen aus dem WebGIS des Kantons Bern, die Daten teilweise zusätzlich aus swisstopo.
- Schwarze Lütschine (rechter Quellfluss), 20,6 km, 180 km², 9,67 m³/s
- Weisse Lütschine (linker Quellfluss), 19,4 km, 165 km², 8,35 m³/s
- Üssere Fäldligrabe (links), 0,4 km
- Birchgrabe (links), 0,6 km
- Lammgrabe (rechts), 0,4 km
- Chelligrabe (rechts), 1,0 km
- Riedgrabe (rechts),1,4 km
- Nüwimattegräbli (links), 0,5 km
- Sylerwaldgrabe (links), 0,7 km
- Sylerbach (links), 2,2 km, 2,89 km²
- Schüpfigräbli (links), 0,6 km
- Dangelgrabe (links), 1,0 km
- Rufigrabe (rechts), 1,6 km, 0,55 km²
- (Bach aus der ) Härdig-Schleif (links), 1,1 km
- Louwigrabe (links), 1,6 km, 0,57 km²
- Bänisriedgräbli (links), 0,6 km
- Rotebächli (links), 0,8 km
- Saxetbach (links), 10,2 km, 21,22 km², 1,05 m³/s
- (Bach aus der) Chässchleif (rechts), 0,5 km
- Sagislouener (rechts), 1,4 km
- Chrummi Louene (rechts), 0,6 km
- (Bach aus der) Pfengischleif (rechts), 1,2 km
- Marchgrabe (rechts), 0,7 km
- (Bach aus der) Härdigschleif (rechts), 1,1 km
- Gsässgrabe (rechts), 1,7 km

## Hydrologie

### Abflussdaten
An der Mündung der Lütschine in den Brienzersee beträgt ihre modellierte mittlere Abflussmenge (MQ) 19,72 m³/s. Ihr Abflussregimetyp ist a-glacio-nival und ihre Abflussvariabilität beträgt 13.

### Die Lütschineneindämmung
Die aus den Tälern Grindelwald und Lauterbrunnen kommende Lütschine ist ein geschiebe- und schwebstoffreicher Gebirgsfluss, der früher bei extremen Hochwassern immer wieder ausbrach und das ganze Bödeli mit den daraufliegenden Dörfern und der Propstei Interlaken überschwemmte. Es ist anzunehmen, dass die Lütschine schon zur Zeit, als sich die Augustiner-Chorherren um 1130 im Bödeli ansiedelten, in den Brienzersee floss und nicht, wie oft behauptet wird, von diesen dorthin umgeleitet wurde. Man hat lediglich einen ihrer Mündungsarme, der entlang des Änderbergs Richtung Bönigen verlief, mit einem linksufrigen Längsdamm verbaut. Die Klosterleute von Interlaken spielten dabei eine wichtige Rolle. Über Jahrhunderte hinweg setzten Generationen der betroffenen Bevölkerung viel Zeit und Geld dafür ein, um das ungestüme Bergwasser in seine Schranken zu weisen.
Ein kleiner Teil des Wassers wurde im Mittelalter auch zur vielseitigen Nutzung abgezweigt. Der schmale Kanal Spülibächli leitete Lütschinenwasser zum Kloster Interlaken, wo es diverse Mühlen antrieb und zu Reinigungszwecken eingesetzt wurde.
1831 brach die Lütschine kurz nach der Einmündung des Saxetenbachs bei Wilderswil aus und ergoss sich durch dieses Dorf über das Bödeli nach Matten und Interlaken. Die Folge war eine rund ein Meter starke Übersarung, deren Spuren an einigen alten Häusern heute noch zu sehen sind. Ein zeitgenössischer Bericht vermerkte dazu: „… der Saxetenbach vereint (mit der Lütschine) den Damm durchbrochen, über alles Feld herabgekommen, die Einwohner von Matten zum Teil zum Auswandern gebracht“
Letztmals brach die Lütschine beim Alpenhochwasser 2005 aus und überschwemmte den unteren Dorfteil von Wilderswil sowie grosse Teile des Bödeli. Das Wasser floss, nachdem der Autobahneinschnitt gefüllt war, durch Matten und bis nach Interlaken in die Aare.

## Naturschutzgebiet

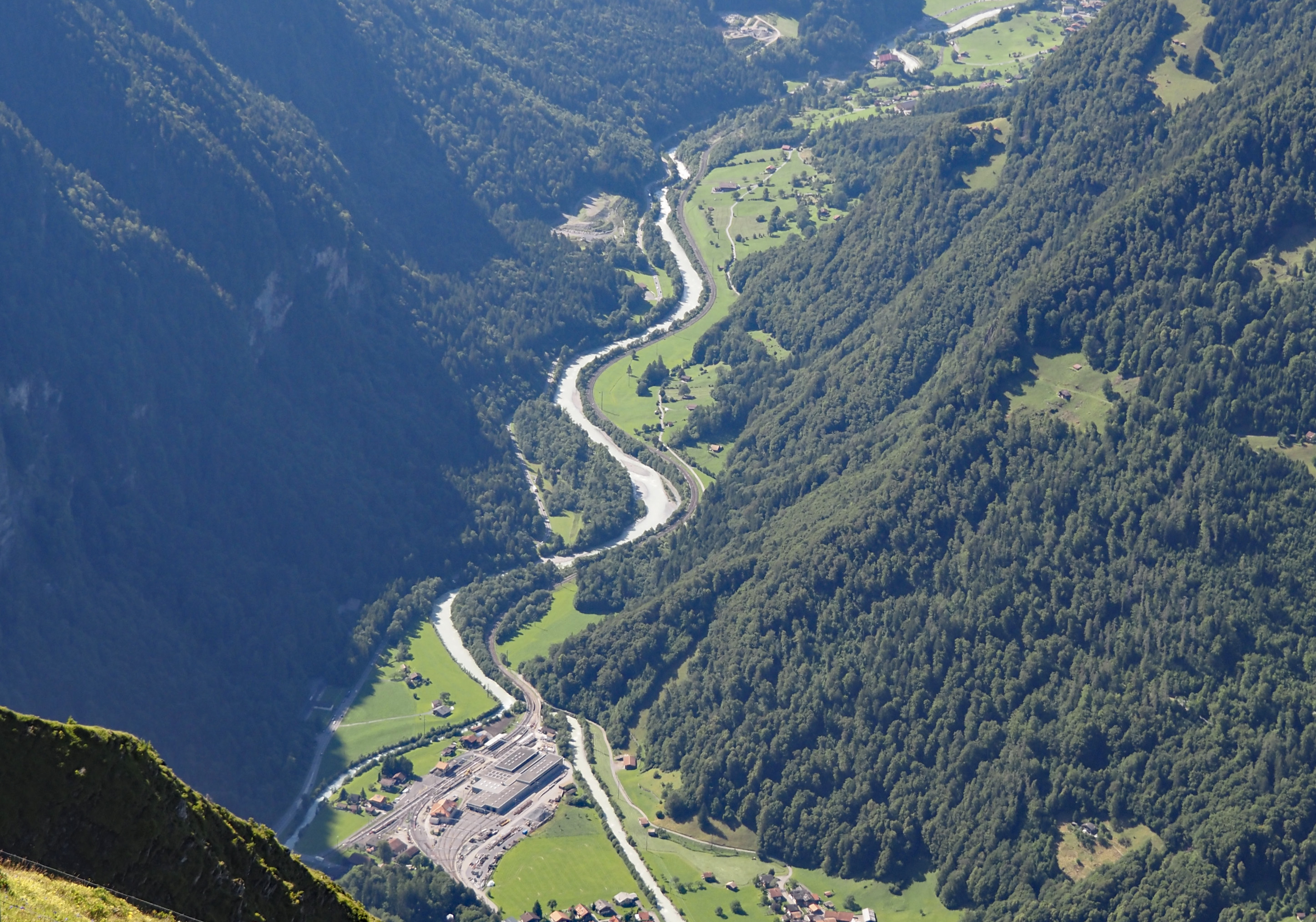
Naturschutzgebiet Chappelistutz an der Lütschine

Am Anfang der vereinigten Lütschine befindet sich das 17 ha grosse national bedeutende Auengebiet Chappelistutz.

## Brücken

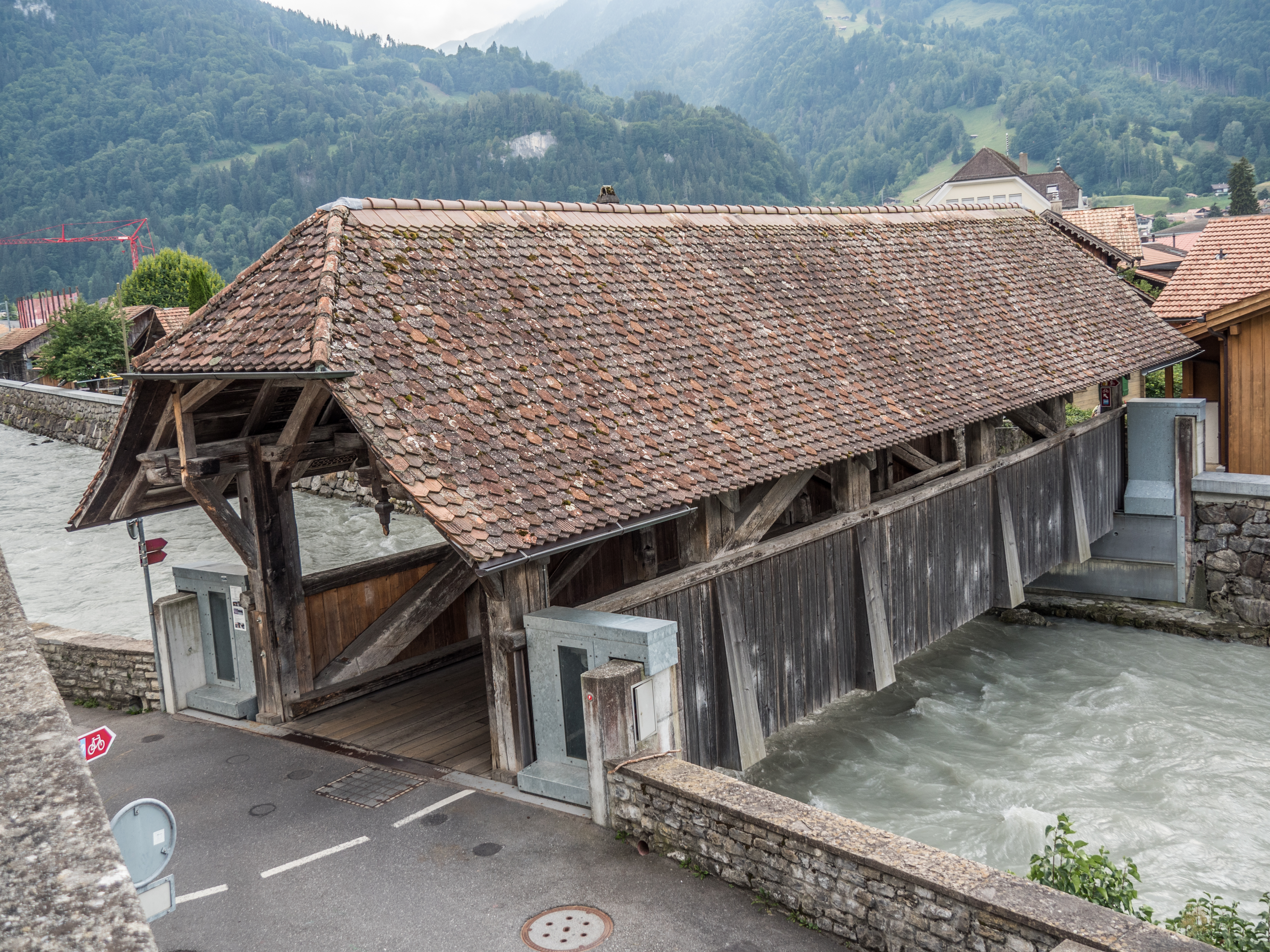
Gedeckte Holzbrücke von 1738 bei Wilderswil

13 Brücken überqueren den Fluss: Sieben Strassen-, drei Fussgänger-, zwei Eisenbahn- und eine Rohrbrücke.
Zwei Strassenbrücken sind gedeckte Holzbrücken:
- die denkmalgeschützte Gsteigbrücke von 1738 verbindet Wilderswil mit Gsteigwiler.
- die Änderbergbrücke von 1942 verbindet Wilderswil mit Bönigen.

Die zwei Eisenbahnbrücken der Berner Oberland-Bahnen bei Wilderswil bedienen folgende Bahnlinien:
- Bahnstrecke Interlaken – Lauterbrunnen/Grindelwald
- Nostalgie-Bahnstrecke Wilderswil – Schynige Platte (Schynige Platte-Bahn)

Der Lütschinentunnel der A8 unterquert den Fluss bei Bönigen.